# Liste der Kulturgüter in Eich LU
Die Liste der Kulturgüter in Eich LU enthält alle Objekte in der Gemeinde Eich im Kanton Luzern, die gemäss der Haager Konvention zum Schutz von Kulturgut bei bewaffneten Konflikten, dem Bundesgesetz vom 20. Juni 2014 über den Schutz der Kulturgüter bei bewaffneten Konflikten sowie der Verordnung vom 29. Oktober 2014 über den Schutz der Kulturgüter bei bewaffneten Konflikten unter Schutz stehen.
Objekte der Kategorie A sind im Gemeindegebiet nicht ausgewiesen, Objekte der Kategorie B sind vollständig in der Liste enthalten, Objekte der Kategorie C fehlen zurzeit (Stand: 1. Januar 2023). Unter übrige Baudenkmäler sind zusätzliche Objekte zu finden, die im kantonalen Denkmalverzeichnis verzeichnet und nicht bereits in der Liste der Kulturgüter enthalten sind.

## Kulturgüter
| Foto |                                                                                    | Objekt                                                                        | Kat. | Typ | Standort                          | Beschreibung |
| ---- | ---------------------------------------------------------------------------------- | ----------------------------------------------------------------------------- | ---- | --- | --------------------------------- | --- |
| ja   | Datei hochladen                                                                    | Sempachersee, neolithische-bronzezeitliche Pfahlbaufundstellen KGS-Nr.: 16556 | A    | F   | 653588 / 222455                   | Objekt liegt auf dem Gemeindegebiet von Eich, Neuenkirch (KGS-Nr. 16558), Nottwil (KGS-Nr. 16555), Oberkirch (KGS-Nr. 16554), Schenkon (KGS-Nr. 16553), Sempach (KGS-Nr. 16557) und Sursee (KGS-Nr. 16552). |
| ja   | Datei hochladen · Wikidata zu Katholische Kirche St. Laurentius (Q29785541)        | Katholische Kirche St. Laurentius KGS-Nr.: 03659                              | B    | G   | Kirchstrasse 22.4 655420 / 222700 | |
| BW   | Datei hochladen · Wikidata zu Weierholz, hallstattzeitliche Nekropole (Q119582824) | Weierholz, hallstattzeitliche Nekropole KGS-Nr.: 17084                        | B    | F   | Weierholz 653856 / 224269         | Objekt liegt auf dem Gemeindegebiet von Eich und Schenkon (KGS-Nr. 17085). |
| BW   | Datei hochladen · Wikidata zu Wiesen, römischer Gutshof (Q119583563)               | Wiesen, römischer Gutshof KGS-Nr.: 17134                                      | B    | F   | Wiesen 654042 / 223711            | |

## Übrige Baudenkmäler
| ID | Foto |                 | Objekt           | Typ | Standort                          | Beschreibung |
| -- | ---- | --------------- | ---------------- | --- | --------------------------------- | ------------ |
| 4  | BW   | Datei hochladen | Pfarrhof         | G   | Kirchstrasse 22 655461 / 222665   |              |
| 4b | BW   | Datei hochladen | Pfarrhofspeicher | G   | Kirchstrasse 22.2 655486 / 222673 |              |

Legende: Siehe Legende der Liste der Kulturgüter von nationaler und regionaler Bedeutung. Anstelle der KGS-Nummer wird als Objekt-Identifikator (ID) die Gebäudenummer im kantonalen Denkmalverzeichnis verwendet.